# Itacolumit
Itacolumit er en naturligt forekommende, porøs, gul sandsten der er bøjelig, når den skæres ud i tynde flager. Den forekommer i rigt mål ved Itacolumi i den sydlige del af Minas Gerais, Brazil. Den findes også i Jhajjar i Indien, såvel som i Georgia samt Stokes og McDowell Counties i North Carolina, USA. Stenen er det bedste og mest kendte eksempel på fleksibel sandsten. Den er tillige en kilde til diamanter der findes i Minas Gerais-området.
Bortset fra aflejringer af grønlig glimmer virker stenen til at være bemærkelsesværdig ensartet. Hvis man understøtter et stykke, der er cirka en halv meter langt og en centimeter eller to tykt, i begge ender vil det gradvist bøje under sin egen vægt. Hvis det derefter vendes om vil det rette sig ud, og derefter bøje i modsatte retning. Flager der er en millimeter eller to i tykkelse kan bøjes mellem fingrene og siges at afgive en knirkende lyd, men sten med denne egenskab udgør kun en lille den af den samlede mængde af sten. 

## Årsag til fleksibilitet
Årsagen til stenens fleksibilitet har genstand for nogen diskussion. Engang blev det henført til tilstedeværelsen af tynde flager af glimmer, som mentes at tillade en vis bevægelse mellem nærliggende korn af kvarts. Mere sandsynligt er det dog at egenskaben skyldes stenens porøse karakter sammen med de overlappende sammenføjninger mellem sandkornene. 

Disse egenskaber skyldes i nogen grad nedbrydning over tid, når stenen er udsat for påvirkning fra vejret, når nedbrydelige elementer vaskes ud af stenen og efterlader hulrum, muligvis samtidig med at siliciumelementer er blevet deponeret i stenen i deres sted, hvorved de uregelmæssige overflader føjes finere sammen. De fleste af de kendte fleksible sten er også fintkornede. I nogle tilfælde siges de at miste deres fleksibilitet efter at have været tørret i nogen tid, sandsynligvis på grund af en størkning af elementer i stenen. Der findes dog mange eksempler på sten, der har været opbevaret i en tør atmosfære i årevis, der har bevaret en høj grad af fleksibilitet. 